# 名鉄広見線
広見線（ひろみせん）は、愛知県犬山市の犬山駅から岐阜県可児市の新可児駅を経て岐阜県可児郡御嵩町の御嵩駅までを結ぶ、名古屋鉄道（名鉄）の鉄道路線。線名は可児市の母体の一つ広見町にちなむ名称である。
運賃計算区分はC（運賃計算に用いる距離は営業キロの1.25倍）。犬山駅 - 新可児駅間の各駅ではmanacaなどの交通系ICカード全国相互利用サービス対応カードが利用できる。

## 概要
起点の犬山駅を出ると進路を東に変え、富岡前駅に向かう。犬山駅 - 富岡前駅間には犬山検査場があり、回送列車も多く運転されている。犬山検査場への引き込み線（犬山駅の構内扱い）と分かれた後、善師野駅付近までは田園地帯を走る。県境付近では森の中を走り、途中愛岐トンネルをくぐる。可児市内では沿線に市街地や住宅地が広がる中を、新可児駅以東では可児川沿いを走る。かつて新可児駅以西と以東を直通する列車は同駅でスイッチバックしていた。また名古屋方面からの直通列車は配線上犬山駅でスイッチバックを行うため、犬山駅 - 新可児駅間は他の路線と進行方向が逆になる（1号車が下りを向く）。可児川駅から新可児駅までは東西にまっすぐ結ぶ経路にはなっておらず、北へ迂回して日本ライン今渡駅を経由する経路になっている。
以前は途中の明智駅から八百津線が分岐していたが、同線は2001年（平成13年）に廃線となっている。
1984年（昭和59年）に八百津線とともに当線でも富士重工業製の軽快気動車「LE-Car」の試運転が行われ、閑散区間合理化のため名鉄がこれを採用し、同年八百津線、翌年に新可児駅 - 御嵩駅間の一部の列車がキハ10形で気動車化された。明智駅 - 御嵩駅間の気動車の運行はキハ10形からキハ30形に交代した1995年（平成7年）に終了し、新可児駅 - 明智駅間でも八百津線廃止後は気動車の運行が行われなくなった。
なお、犬山駅・新可児駅を除いて無人駅である。終日有人駅は犬山駅のみであり、新可児駅は特殊勤務駅である。

### 路線データ
- 路線距離（営業キロ）：22.3km
- 軌間：1,067 mm
- 駅数：11駅（起終点駅含む）
- 複線区間：犬山駅 - 新可児駅間
- 電化区間：全線電化（直流1500V）
- 閉塞方式：自動閉塞式[2]
- 保安装置：M式ATS[2]
- 最高速度：90 km/h[2]
- 最小曲線半径：160 m（犬山駅構内）

## 歴史
広見線は新可児駅を境に成り立ちが異なっている。西側は名古屋鉄道（初代）によって開業したが、東側は東濃鉄道（初代。1944年設立の同名の会社とは別）によって軌間762mmの軽便鉄道として開業した。
新多治見駅 - 広見駅間を1918年（大正7年）に開業させていた東濃鉄道は、広見駅（現在の可児駅、ただし場所が異なる） - 御嵩駅（現在の御嵩口駅）間を1920年（大正9年）に延伸開業。のちに新多治見駅 - 広見駅間が国有化され太多線となり、広見駅 - 御嵩駅（当時）間は新会社の東美鉄道が承継した。名古屋鉄道の路線となったのは太平洋戦争中の1943年（昭和18年）のことである。
利用客の減少と駅集中管理システムの導入による経費削減のため、学校前駅が2005年（平成17年）1月29日に廃止された。

### 新可児駅以東の存続問題
名鉄は、広見線のうち新可児駅 - 御嵩駅間の約7.4kmについて、廃止する可能性を2007年（平成19年）に示し、沿線自治体の可児市や御嵩町に今後の方向性や考えを打診した。また、この区間の駅にはSFカードシステムを導入しないことが2008年（平成20年）3月27日に正式に発表された。同年6月からは蒲郡線と同じ方式のワンマン運転を開始した。その後、2010年度（平成22年度）から3年間、可児市・御嵩町・八百津町の3自治体が赤字を補填することに決まった。補填額は3年間で合計3億円である。2013年（平成25年）2月には、可児市と御嵩町が引き続き3年間赤字を補填することが決定している。以降、赤字補填を継続しつつ存続している。
2010年（平成22年）10月から11月にはこの区間の定期運賃を半額にする実験が期間限定で行われたが、マイカーから電車への転換客が少なく良い成績を挙げることができなかった。
年2億円前後の赤字を出すこの区間に対して、年間最大で可児市が3000万円、御嵩町が7000万円の合計1億円を赤字補填してきたが、この協定について名鉄が2024年（令和6年）夏、2025年度（令和7年度）限りとして更新しないことを地元に通告していたことが2024年（令和6年）12月11日の御嵩町議会定例会で渡辺幸伸町長により明かされた。渡辺町長によると、国内他地区の事例を参考に、鉄道施設・車両を沿線市町が所有しているとみなして維持・修繕費用や設備投資を公費負担する「みなし上下分離方式」か路線バスへの転換かの二案を選択肢として、名鉄八百津線廃止後は鉄道空白地になったが住民が広見線を利用している八百津町を含めた3市町で協議し、2025年（令和7年）6月をめどに結論を出す方針を表明した。また、2025年（令和7年）5月10日に開かれた住民懇談会で、鉄道の存続を目指す方針を明らかにした。年間の地元負担は、「みなし上下分離方式」による鉄道存続は1億8300万円、バス転換は6400万円と試算されており、冨田成輝可児市長は2024年（令和6年）12月18日の記者会見で、可児市としての拠出分は従来負担額と同じ3000万円が「最高額」と述べた。
犬山駅 - 新可児駅も沿線の高齢化が進んでおり、日本ライン今渡駅と新可児駅を除いて利用客の減少が続いている。

### 年表
- 1920年（大正9年）8月21日：東濃鉄道が広見駅 - 御嵩駅（現在の御嵩口駅）間を開業。
- 1925年（大正14年）4月24日：名古屋鉄道が今渡線として犬山口駅 - 今渡駅（現在の日本ライン今渡駅）間を開業。
- 1926年（大正15年）9月23日：東濃鉄道が東美鉄道へ広見駅 - 御嵩駅（現在の御嵩口駅）間を譲渡。
- 1928年（昭和3年）
  - 10月1日：東美鉄道が全線を1067mm軌間に改軌、電化。国鉄広見駅（現在の可児駅）の移転に伴い、広見駅 - 伏見口駅（現在の明智駅）間の線路を移設。広見駅 - 伏見口駅間に前波駅、伏見口駅 - 御嵩駅（現在の御嵩口駅）間に顔戸駅を開業。
  - 12月7日：前波駅 - 伏見口駅間に学校前駅を開業。
- 1929年（昭和4年）1月22日：名古屋鉄道が今渡駅 - 広見駅（現在の新可児駅）間を開業。今渡線を広見線と改称。
- 1930年（昭和5年）
  - 2月16日：広見駅を新広見駅に改称。
  - 4月30日：東美鉄道 伏見口駅 - 兼山駅間を開業。
  - 10月1日：東美鉄道 兼山駅 - 八百津駅間を開業。
- 1931年（昭和6年）4月29日：犬山口駅 - 富岡前駅間に東犬山駅を開業し、大曽根線（現在の小牧線）との乗換駅となる。
- 1943年（昭和18年）
  - 3月1日：名古屋鉄道が東美鉄道を合併。新広見駅（現在の新可児駅） - 御嵩駅（現在の御嵩口駅）間、伏見口駅 - 八百津駅間が東美線となる。
  - 11月1日：ライン遊園駅を土田（どた）駅に改称（現在の可児川駅）。
- 1944年（昭和19年）：前波駅を休止。
- 1946年（昭和21年）3月1日：広見線の犬山口駅 - 東犬山駅 - 富岡前駅間を廃止、犬山駅 - 富岡前駅間が開業。広見線の起点を犬山駅に変更。
- 1948年（昭和23年）5月16日：東美線の新広見駅 - 御嵩駅（現在の御嵩口駅）間を広見線に編入。伏見口駅 - 八百津駅間は八百津線となる。
- 1949年（昭和24年）12月1日：土田駅をライン遊園駅に改称。
- 1952年（昭和27年）
  - 3月：丸山ダム建設工事線として、丸山水力専用鉄道 八百津駅 - 錦織駅間を開業。
  - 4月1日：御嵩口駅 - 御嵩駅間が開業し、全通。これまでの御嵩駅を御嵩口駅と改称。
- 1953年（昭和28年）7月：丸山水力専用鉄道 錦織駅 - 丸山発電所駅間を開業。
- 1954年（昭和29年）6月1日：丸山水力専用鉄道 八百津駅 - 丸山発電所駅間を廃止。
- 1957年（昭和32年）3月1日：ライン遊園駅の名古屋パルプ専用側線が開通[10]。
- 1965年（昭和40年）3月21日：広見線の新広見駅 - 御嵩駅間と八百津線の架線電圧を1500Vに昇圧。
- 1967年（昭和42年）8月17日：犬山駅 - 富岡前駅間を複線化。
- 1968年（昭和43年）
  - 3月8日：富岡前駅 - 善師野駅間を複線化。
  - 12月7日：今渡駅 - 古市場信号場間を複線化。今渡駅 - 新広見駅間に古市場信号場を設置。
- 1969年（昭和44年）
  - 3月16日：善師野駅 - 春里信号場間を複線化。愛岐駅・帷子駅・春里駅を統合し、帷子駅 - 春里駅間に西可児駅を設置。西可児駅 - ライン遊園駅間に春里信号場を設置。
  - 4月5日：休止中の前波駅を廃止。
  - 9月17日：古市場信号場 - 新広見駅間を複線化。古市場信号場を廃止。
  - 11月10日：ライン遊園駅を可児川駅に、今渡駅を日本ライン今渡駅に改称。
- 1970年（昭和45年）3月6日：春里信号場 - 新広見駅間を複線化[11]。春里信号場を廃止。
- 1982年（昭和57年）
  - 4月1日：可児市の市制施行に伴い、新広見駅を新可児駅に、伏見口駅を明智駅に改称[12]。
  - 11月16日：名古屋パルプ専用線（1.6 km）廃止[13]。
- 1984年（昭和59年）9月23日：八百津線の電気運転を廃止し、レールバス化。
- 1985年（昭和60年）3月14日：新可児駅 - 御嵩駅間の一部列車にもレールバス投入。
- 2001年（平成13年）10月1日：八百津線 明智駅 - 八百津駅間廃止。
- 2003年（平成15年）3月27日：平日昼間と休日の犬山線 - 御嵩駅間の直通運転を廃止。新可児駅で多くの列車が系統分割される。
- 2005年（平成17年）1月29日：新可児駅 - 明智駅間の学校前駅を廃止[14][15]。
- 2007年（平成19年）8月8日：富岡前駅 - 新可児駅間の各駅にプリペイドカード「トランパス」導入。
- 2008年（平成20年）6月29日：新可児駅 - 御嵩駅間でワンマン運転開始。それに伴い、すべての列車が新可児駅止まりになる。
- 2011年（平成23年）2月11日：富岡前駅 - 新可児駅間の各駅にICカード乗車券「manaca」導入。
- 2012年（平成24年）2月29日：トランパス供用終了。
- 2021年（令和3年）5月22日：夕方以降の広見線へのミュースカイ乗り入れを廃止し、下り営業列車はすべて普通になる。同時に最終の犬山駅発新可児駅行きの運行を取りやめ、下りの終電を約14分繰り上げ。
- 2023年（令和5年）
  - 3月12日：この日限りで土休日朝の新可児駅発の特急の運行を取りやめ。これにより土休日は普通列車のみの運行となる[注釈 2]。
  - 3月18日：明智駅の行き違い設備の撤去に伴い、新可児駅 - 御嵩駅間は1本の列車しか入線できなくなる。
- 2024年（令和6年）3月16日：犬山駅 - 新可児駅間でワンマン運転を開始。これにより平日朝の一部を除いて犬山線名鉄名古屋方面への直通がなくなり、線内折り返しとなる。

## 運行形態
| No. | 接続先         | 名鉄名古屋駅 | …      | 枇杷島分岐点 | 枇杷島分岐点 | …      | 岩倉駅 | 岩倉駅 | …      | 犬山駅 | 犬山駅    | …         | 新可児駅  | 新可児駅  | …         | 御嵩駅    | 本数 (毎時) | 備考                                            |
| No. | 接続先         | 名本線       | 名本線 | 名本線       | 犬山線       | 犬山線 | 犬山線 | 犬山線 | 犬山線 | 犬山線 | 広見線    | 広見線    | 広見線    | 広見線    | 広見線    | 広見線    | 本数 (毎時) | 備考                                            |
| --- | -------------- | ------------ | ------ | ------------ | ------------ | ------ | ------ | ------ | ------ | ------ | --------- | --------- | --------- | --------- | --------- | --------- | ----------- | ----------------------------------------------- |
| 1   | 豊橋駅         |              |        |              |              |        |        |        |        |        | →新鵜沼駅 | →新鵜沼駅 | →新鵜沼駅 | →新鵜沼駅 | →新鵜沼駅 | →新鵜沼駅 | 2本         | 上りが特急、下りが快速特急。犬山駅で 3 と連絡。 |
| 1   | 豊橋駅         |              |        |              |              |        |        |        |        |        | →新鵜沼駅 | →新鵜沼駅 | →新鵜沼駅 | →新鵜沼駅 | →新鵜沼駅 | →新鵜沼駅 | 2本         | 上りが特急、下りが快速特急。犬山駅で 3 と連絡。 |
| 2   | 中部国際空港駅 |              |        |              |              |        |        | (各停) | (各停) | (各停) | →新鵜沼駅 | →新鵜沼駅 | →新鵜沼駅 | →新鵜沼駅 | →新鵜沼駅 | →新鵜沼駅 | 2本         | 犬山駅で 3 と連絡。                             |
| 3   | -              |              |        |              |              |        |        |        |        |        |           |           |           |           |           |           | 2本         | 犬山駅で 1・2 、下りは新可児駅で 6 と連絡。     |
| 4   | 河和駅         |              |        |              |              |        |        |        |        |        | →新鵜沼駅 | →新鵜沼駅 | →新鵜沼駅 | →新鵜沼駅 | →新鵜沼駅 | →新鵜沼駅 | 2本         | 犬山駅で 5 と連絡。                             |
| 5   | -              |              |        |              |              |        |        |        |        |        |           |           |           |           |           |           | 2本         | 犬山駅で 4 、上りは新可児駅で 6 と連絡。        |
| 6   | -              |              |        |              |              |        |        |        |        |        |           |           |           |           |           |           | 2本         | 新可児駅で下りは 3 、上りは 5 と連絡。          |

運行形態は新可児駅を境に分断されている。現在は全区間ワンマン運転であるが、これも同駅を境に異なる方式（犬山側はどの車両のドアでも乗降可能、御嵩側は後乗り前降り）となっている。

### 犬山駅 - 新可児駅間
上りの朝の一部を除いて普通列車のみの運行。新可児駅までは6両まで入線可能。この区間の途中駅はすべて相対式ホーム2面2線となっており、新可児方面行きが1番線、犬山方面行きが2番線である。2024年（令和6年）3月16日のダイヤ改正まで中部国際空港駅始発の準急で6両で運転していた列車は、犬山駅で名鉄岐阜駅寄りの2両を切り離していたため、広見線へは基本的に4両で入線していた。ただし、2008年（平成20年）12月改正時点では平日に限り、昼以降の時間帯でも一部の列車は6000系列の6両編成で運転されていた。なお、この場合は豊橋駅、中部国際空港方（当線内では新可児駅方）に2両編成が連結 されていて、犬山駅での切り離しは行われなかった。朝ラッシュ時、夕方、休日は線内折り返しの普通列車も4両編成となっていた。
2008年（平成20年）12月27日のダイヤ改正時には、特急の間合い運行として2200系・1700系（当時）を使った犬山駅発普通新可児駅行きも休日朝に1本のみ設定された。これは新可児駅発の特急に充当するため従来新可児駅まで回送列車として運行していたものを客扱いするようにしたものである。広見線での一部特別車特急用車両の間合い運用はこれが初めてである。特急がなくなり間合い運用も必要なくなったため、2023年（令和5年）3月18日のダイヤ改正時（最後の運行は3月12日）に消滅している。

#### ミュースカイ
平日の朝のみ新可児駅発中部国際空港駅行きのミュースカイが2000系4両編成で2本運行されている。犬山駅で新鵜沼発の列車と併結して、犬山駅から中部国際空港駅までは8両で運行されている。停車駅は新可児駅から西可児駅までの各駅と犬山駅であり、善師野駅と富岡前駅は通過する（2003年までは可児川駅を通過しており、さらに1983年までは西可児駅も通過していた）。なお、犬山駅で進行方向が変わるため、特別車の座席が犬山線・名古屋本線・常滑線・空港線での向きに合わせて、進行方向逆向きにセットされている。
2011年（平成23年）3月26日のダイヤ改正以降は、朝に中部国際空港駅行きを平日に2本、休日に1本運行され、夕方に新鵜沼駅・新可児駅行き（犬山駅で分割）を平日に5本、休日に4本運行されていた。2019年（平成31年）3月16日のダイヤ改正で平日朝のミュースカイが1本削減され、普通列車に変更されている。2021年（令和3年）5月22日のダイヤ改正で夕方の新可児駅行きのミュースカイの運行を終了した（8両すべてを新鵜沼駅行きに変更したため）。また、休日の朝のミュースカイも運行を終了した。
夏のぎふ長良川花火大会などのイベント時には臨時列車として名鉄岐阜駅発新可児駅行きのミュースカイが運転されることがある（2012年以降は運転されていない）。この列車は名鉄名古屋駅を通らない珍しい特急である。広見線内の停車駅は定期列車のミュースカイと同様である。

#### 普通

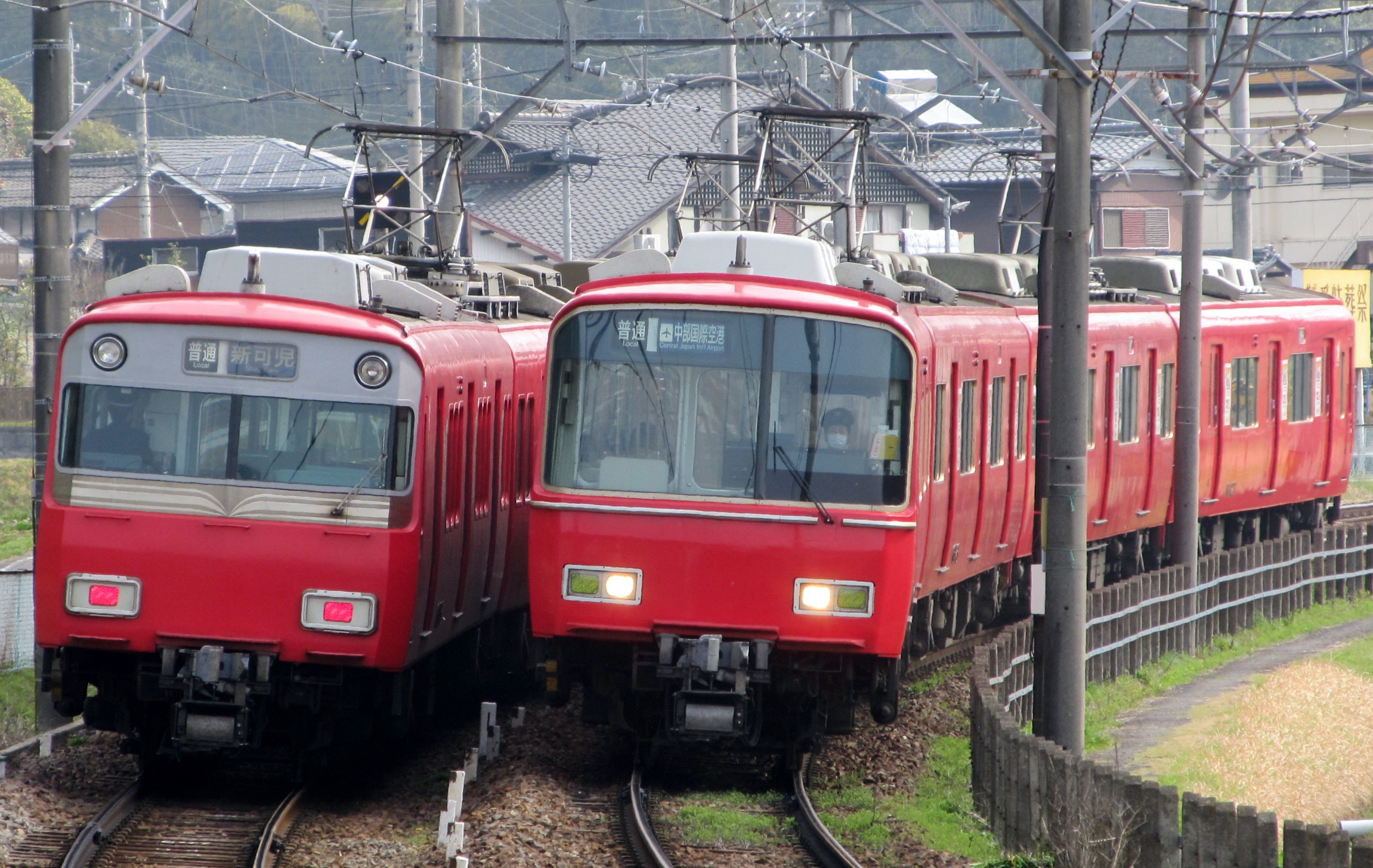
普通列車（6500系）

普通列車は昼間は毎時4本運転され、平日朝を除いてこの区間の折り返し運転となっている。新可児側ではうち毎時2本が御嵩駅行きへ接続し、犬山側では毎時2本が豊橋駅発着の特急・快速特急に、残りの毎時2本が河和駅発着の急行に接続する。基本はワンマン対応の3500系・9500系の4両か9100系の2両で運行される。
2024年（令和6年）3月のダイヤ改正前までは毎時4本のうち半数がこの区間で完結する列車（新可児駅で御嵩駅行きへは接続せず、犬山駅で新鵜沼駅発着のミュースカイ・急行に接続していた。また一部列車は列車番号を変えて名鉄岐阜駅または東岡崎駅まで延長運転されていた。時刻表上、各務原線へ直通する列車は2011年（平成23年）3月の改正後は朝の名鉄岐阜駅発新可児駅行き1本（名鉄岐阜駅から新鵜沼駅まで急行）のみであった。）、残り半数が犬山線を経由して名古屋方面と直通しており（大半は犬山駅で種別が変わる）、名鉄常滑線・空港線に直通する新可児駅 - 中部国際空港駅間の列車が30分間隔で運行されていた（犬山駅から名鉄名古屋方面は準急。新可児駅で御嵩駅発着の列車に接続）。2000年（平成12年）3月改正前は夕方に常滑線直通の代わりに豊橋駅発着の列車があった（犬山駅から犬山線・名古屋本線内は急行として運転し、一部は扶桑駅と栄生駅にも停車。布袋駅と前後駅（下りは新安城駅）で特急を通過待ちしていた）。
名古屋本線豊橋方面直通列車は2024年（令和6年）3月のダイヤ改正時点で平日の朝に吉良吉田駅行き（犬山駅から急行、新安城駅から普通）と内海行き（犬山駅から快速急行、名鉄名古屋駅から急行）と国府駅行き（犬山駅から急行、新安城駅から準急）と中部国際空港駅行き（犬山駅から快速急行、名鉄名古屋駅から急行、大同町駅にも停車）と神宮前駅行き（犬山駅から急行）と鳴海駅行き（犬山駅から急行）が各1本運転されており、犬山駅で新鵜沼駅発の列車と併結して犬山駅から8両で運転されている（ただし、終点まで8両で運転する列車は神宮前駅行きのみで、鳴海駅行きは犬山駅から終点まで6両、他の列車は途中駅で新鵜沼駅発の車両が切り離される）。2011年（平成23年）3月のダイヤ改正時点ではこれ以外に伊奈駅行き（犬山駅から急行、有松駅にも停車し東岡崎駅から準急）が運転されていたほか、休日の朝に特急豊橋駅行きが3本走っていた。また平日の朝に西尾駅から1本だけ新可児駅行きが運転されていた（犬山駅まで急行）ほか、休日朝に内海駅始発の新可児行きも設定されていた。平日朝ラッシュの新可児行きは時刻表上では多くが犬山駅発となっていたが、一部の列車は犬山駅止まりの列車や新鵜沼駅行きの列車から名古屋・新可児寄りの2両または4両が切り離されて運行されていた。
夜間20時台以降の新可児駅発の列車は休日20:14発を除いて犬山線へは直通せずにすべて犬山駅が終点となっており、御嵩駅発の列車から接続を受ける列車は犬山駅で同駅始発の準急中部国際空港駅行きに接続していた（いわゆる犬山駅で系統分割。特急へは接続しない）。
2003年（平成15年）ダイヤ改正以前の標準ダイヤでは常滑駅（当時空港線は未開業） - 御嵩駅間（一部新可児駅または明智駅止まり。犬山駅から急行）、犬山駅 - 新可児駅間（犬山駅で岐阜方面 - 河和駅・内海駅間の急行に接続。一部は御嵩駅行き）が毎時各2本走っていた。また2003年（平成15年）ダイヤ改正後 - 2008年（平成20年）12月ダイヤ改正前の標準ダイヤでは犬山駅 - 新可児駅間（犬山駅で岐阜方面 - 中部国際空港駅間の準急または岐阜方面 - 河和駅・内海駅間の急行・準急に接続）と中部国際空港発新可児行き（2008年6月29日ダイヤ改正前は平日の夕方は御嵩行き。犬山駅まで急行）と新可児駅発河和駅（内海駅）行き（2008年6月29日ダイヤ改正前は平日の夕方のみ御嵩駅発中部国際空港駅行き。犬山駅から河和駅行きと内海駅行きは急行、中部国際空港駅行きは準急）が毎時2本ずつ走っていた。

#### 過去の種別

##### 特急

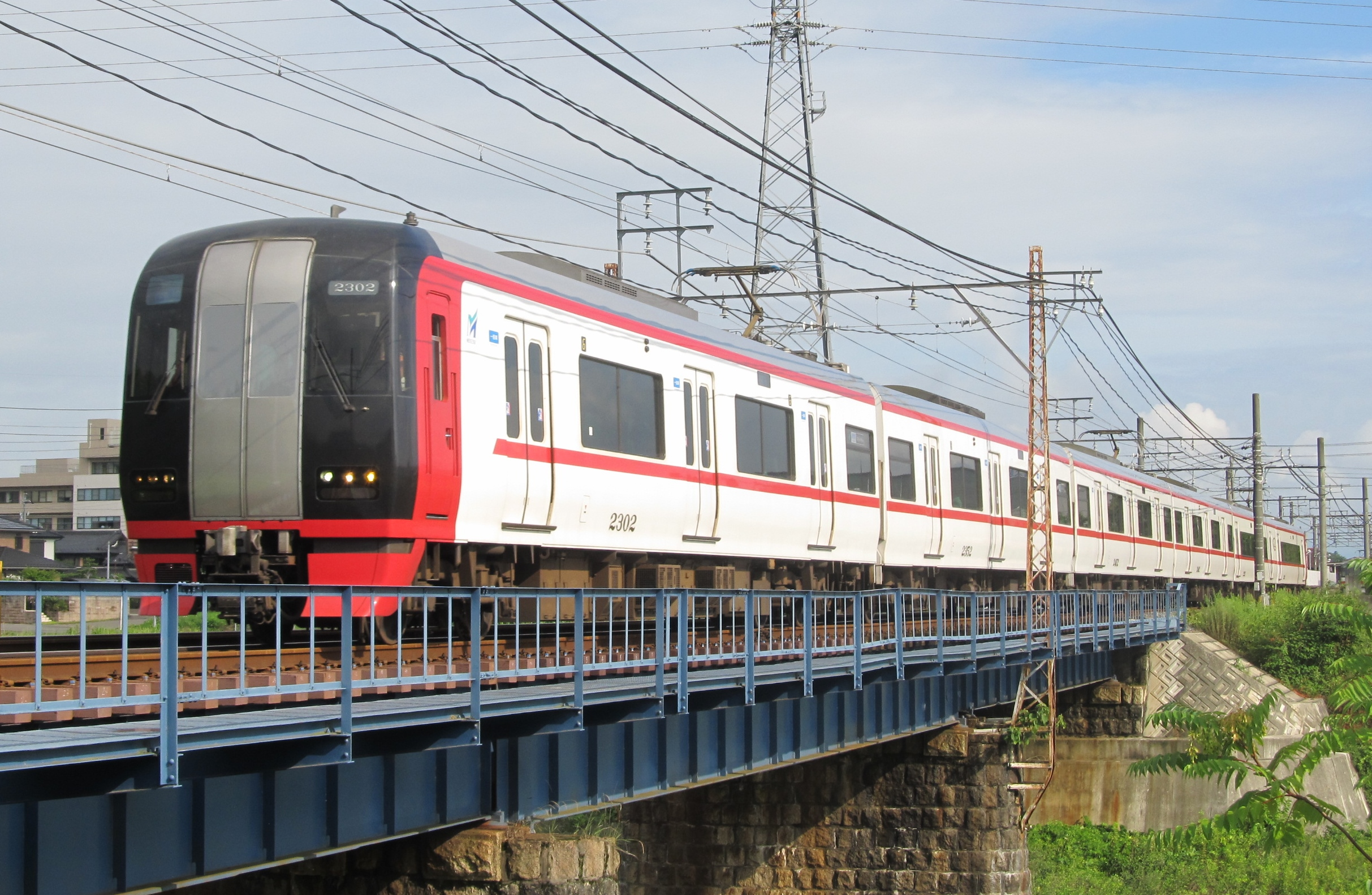
可児川を渡る特急列車（2200系）

2023年（令和5年）3月18日（運行は3月12日が最後）のダイヤ改正までは、休日の朝のみ、新可児駅発豊橋駅行きの一部特別車の特急が3本（1200系または2200系の6両）運行されていた。うち2本は犬山駅で2両増結して犬山駅から豊橋駅までは8両で運行されていた。当該列車は発駅を新鵜沼駅に変更する形で広見線での運行がなくなった。停車駅はミュースカイと同様、新可児駅から西可児駅までの各駅と犬山駅であり、善師野駅と富岡前駅は通過していた（2003年までは可児川駅を通過しており、さらに1983年までは西可児駅も通過していた）。なお、犬山駅で進行方向が変わるため、特別車の座席が犬山線・名古屋本線での向きに合わせて進行方向逆向きにセットされていた。
2008年（平成20年）12月27日のダイヤ改正より広見線での一部特別車の快速特急・特急が朝に運行され始めた。快速特急と平日の朝の特急は2011年（平成23年）3月26日のダイヤ改正まで運行されていた。
かつて昭和の終わり頃までは御嵩駅や八百津駅（2001年廃止）まで直通しており、八百津駅直通列車には蘇水湖号という愛称が、7000系白帯車（はくたいしゃ = 現在の特別車）を使用した列車には「日本ライン」号という愛称が付けられていた。新可児駅止まりとなってからも一部の列車は7000系が特急運用から撤退する1999年（平成11年）まで名乗っていた。西可児駅がリトルワールドのアクセス駅だった頃は「リトルワールド」号という愛称列車もあった。
かつては高速や1000系または1600系による豊川稲荷駅行き（正月ダイヤの臨時特急のみ）や1600系による国府駅行きの全車特別車特急（犬山駅で新鵜沼方面からの列車を岐阜寄りに増結。2005年改正まで平日朝に1本のみ運転）なども運転されていた。
2008年（平成20年）までは夏の長良川花火大会などのイベント時には臨時列車として、全車特別車（1999年までは全車指定席）の特急が7000系白帯車や1000系の4両で運転された。また、引退が決まった7000系パノラマカーの謝恩イベントの一環として、2008年（平成20年）8月30日には、7000系元白帯車による臨時列車として特急「日本ライン」号が復活運転された。

##### 急行
2011年（平成23年）3月26日のダイヤ改正で廃止され、広見線内で通過運転をする一般車のみの列車はなくなった。
急行は犬山線・各務原線に直通し、名鉄岐阜駅 - 新可児駅間に運転されていた。2008年（平成20年）12月27日のダイヤ改正以降は平日朝の新可児駅行き1本のみの運転であった。ミュースカイ・特急と同じく富岡前駅と善師野駅を通過し、西可児駅から新可児駅までは各駅に停車していた。2003年（平成15年）の改正前までは犬山線名古屋方面のほかにも御嵩駅まで（さらに昔は八百津駅へも）直通する列車もあった（新可児駅以遠は普通）。土曜・休日の運転は1998年（平成10年）4月6日のダイヤ改正で消滅し、以降は平日のみの運転となっていた。2008年（平成20年）6月29日から12月26日まで、ごく僅かな期間だったが5000系を使用した新可児駅発犬山駅行き（一部岐阜行き）の急行も平日の夜間に数本運転され、犬山駅で名古屋方面の一部特別車特急に接続していた。

### 新可児駅 - 御嵩駅間

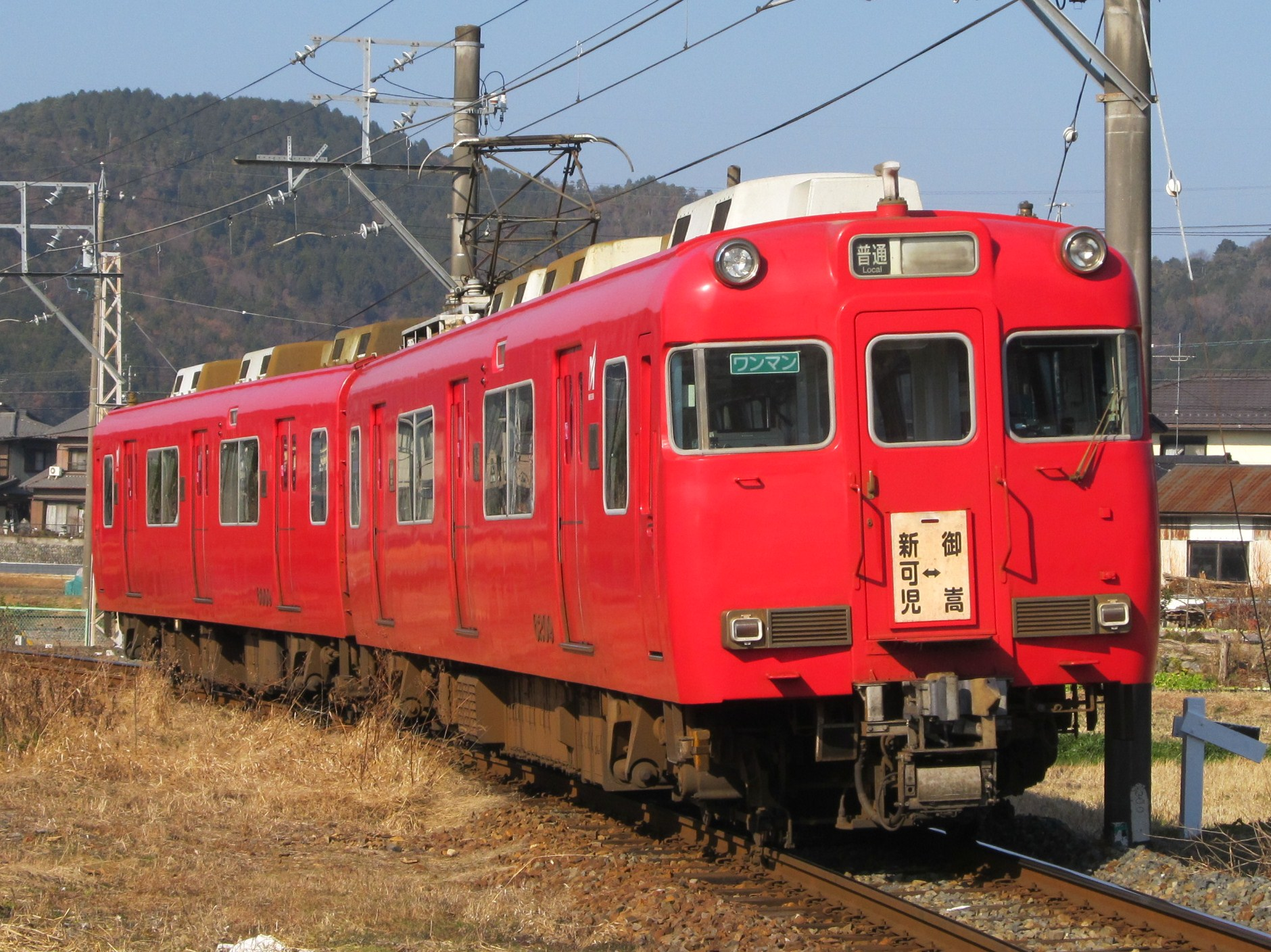
ワンマン列車（6000系）

この区間は東濃鉄道→東美鉄道→名鉄東美線→広見線と何度か名称が変化している。開業以来、全区間が単線である。 2023年3月18日のダイヤ改正以降、新可児駅以外の駅はすべて単式ホーム1面1線を有するのみとなっており、この区間には1列車しか進入できない。そのため、すべての時間帯で1編成が区間内を往復するのみのダイヤとなっている。
2023年（令和5年）3月17日までは明智駅に交換設備があり、上下列車の交換が可能であった。朝ラッシュ時と20時台の車両入れ替え時に上下列車の交換が行われていた。2008年6月までは、概ね名古屋方面に直通する列車と区間内のみ運転の列車が運行されており、そのうち名古屋方面に直通する列車の大半が明智駅で交換待ちをするダイヤになっていた。一方、区間内のみ運転の列車は新可児駅と御嵩駅での折り返し時間を短くすることにより（約4分）、先述の時間帯以外は交換を行わないようなダイヤになっていた。
昭和時代は特急・高速・急行も走っていた。いずれも途中の伏見口駅（現在の明智駅）にのみ停車。鬼岩公園への観光アクセス列車として7000系を使用した御嵩駅行きの列車には「鬼岩号」という愛称が付いていたことがある。だが現在は普通列車のみの運転である。昼間は毎時2本運転されており（平日の朝は4本走ることもある）、2024年（令和6年）3月までは犬山・名古屋方面直通列車（一部を除いて中部国際空港駅行き）に接続していた。新可児駅 - 御嵩駅間の所要時間は明智駅での交換無しで約11分である。
2008年（平成20年）6月29日のダイヤ改正で、犬山・名古屋方面との直通運転は無くなり、終日すべての列車が区間内折り返し運転となった。2003年（平成15年）3月27日のダイヤ改正時に名古屋方面との直通列車が大幅に削減されて以来（それ以前はレールバスが日中に走っていた時期をのぞき、終日ほとんどの列車が4両の常滑駅行きだった）区間内での折り返し運転が基本となっていたが、朝夕（主に平日）に犬山・名古屋方面との直通列車が残っていた。区間内折り返し（犬山行きを含む）列車は主に5300系や6000系・6800系による車掌乗務の2両、名古屋方面へ直通する列車は6000系・6500系や3500系・3700系・3300系による4両で運転されていた。この区間はホームの有効長が短い（新可児駅・明智駅・御嵩駅は4両まで、顔戸駅と御嵩口駅は2両まで）ため、顔戸駅と御嵩口駅では4両編成はドアカットを行い後ろ2両の扉が開かなかった。4両編成の列車はこのドアカットの関係で基本的に固定編成が使われていた。普段は三河線でワンマン運転を行っている7100系・7700系も5300系の代走としてたまに乗り入れていた。1800系や3100系も単独で区間内折り返し運用に就いていたことがある。現在、御嵩方面へ向かう営業列車はすべて2両編成であり、新可児駅では2両対応の1番線にしか入線しない。
6月29日に明智駅と御嵩駅が無人化され、同区間は新可児駅を除いてすべて無人駅となった。新可児駅発10:14以降はワンマン運転を行い、新可児駅1番線に乗り換え改札口が設置されている。なお、これは当線にとって初めてのワンマン化ではなく、過去にはこの区間でレールバスをワンマンで運行していたので、2回目のワンマン化である。車両は蒲郡線を走っている6000系ワンマン改造車が1編成回されて使用されている。朝は3100系・3150系・9100系が1編成加わり2編成による運転で、運用が終わり新可児駅1番線に到着すると、いったん明智駅1番線（または2番線）まで回送され、折り返し新可児駅2番線へ戻り、犬山駅行きとなる。運転区間や所要時間、折り返し時間が短いこともあり6000系ワンマン改造車では「新可児」と「御嵩」の方向幕は使用せず白幕のままで、運転区間は貫通扉に縦書きで「新可児 - 御嵩」と書かれた行先系統板を差し込んで表示している（「普通」の種別幕は使用している）。車内で流れる自動放送は三河線や瀬戸線で使われている女声のものではなく、蒲郡線と同じ男声のものになっている（ただし、放送開始時のチャイムは鳴らない）。なお、午前10時より前は車掌が乗務し、すべての駅でホーム側（明智駅3番線を除き、御嵩行で左側）のすべての扉を開ける。このときは他の路線と同じく方向幕を使用することがあるほか、6000系ワンマン改造車は「ワンマン」の表示がないサボを併用する。検査の際など6000系ワンマン改造車の運用の都合がつかない場合は終日車掌が乗務する（この場合でも新可児駅1番線のホーム長の関係上6800系、3100系などの2両編成で運転され、4両編成にはならない）。ワンマン改造車の入れ替えは基本的に1日1回、20時台に行われ、この時だけ入庫車両の御嵩駅発を11分（御嵩駅20:40発）繰り下げることで明智駅で列車交換を行い、入れ替わる。最終とその1本前の御嵩駅行きに使われた車両は運用終了後に新可児駅まで回送され、そこで夜間滞泊となる。
各駅には乗車位置の案内（御嵩駅行きが緑色、新可児駅行きが黄色）、自動券売機（各駅に1台ずつ設置。タッチパネル式・磁気券による発券。この券売機で乗車駅証明書も無料で発行できる）、バックミラー（明智駅のみ新たに設置）などが設置された。乗車方法などは蒲郡線と同様の方式を採っている。明智駅・顔戸駅・御嵩口駅では前の車両のみドアが開き、乗車口（1両目の連結部に最も近いドア）と下車口（下車口は一番前）は各1か所に限られる。
なお御嵩駅は無人駅だが、終着駅・始発駅であるため容易に乗車できるようホーム側（新可児方面を向いて進行方向右側）のすべてのドアが開く。ただし車内放送で先頭車両最前扉から下車するように促している（しかし他のドアから下車する旅客もおり、その場合は下車後の旅客全員の乗車券を運転士が回収することが難しいため、御嵩駅の出口付近に乗車券回収箱も設置されている）。
manacaについては明智駅・顔戸駅・御嵩口駅・御嵩駅では利用できない。新可児駅の中間改札で処理をすることによって他線との直通利用は可能である。具体的には以下の手順で行う。
- 明智駅 - 御嵩駅間から新可児駅以西へ利用する場合は乗車駅の自動券売機で乗車駅証明書を受け取り、新可児駅の中間改札そばの窓口で駅員がカードに乗車駅の記録を行う。
- 新可児駅から乗車、または他線からの乗り換えで、御嵩駅までの各駅で下車する場合は、中間改札の係員に下車駅を申告し精算処理を受けてICカード精算済証を受け取り、下車する際に運転士（または車掌）に渡す。

2008年（平成20年）6月29日のダイヤ改正前には土休日の朝に犬山駅 - 新可児駅 - 明智駅間の運転が2往復あった（御嵩駅行きに接続なし）。さらに1995年（平成17年）までは明智駅で折り返して名古屋方面（主に常滑駅行き）に向かう列車やそれに接続する明智駅 - 御嵩駅間のみ運転の列車もあった（この場合も終点の明智駅で八百津線列車に接続）。
かつては主に名古屋方面直通列車として使われていた3500系、7000系、5500系などのほかにも、モ800形、3400系、3730系などの旧性能車、キハ10形・キハ30形といったレールバスも多数乗り入れていた。レールバスはかつて新可児駅 - 御嵩駅間や明智駅 - 御嵩駅間で利用者の少ない昼間時間帯を中心に多数運転されていて（単行が多かったが2両編成のときもあった）、晩年は2001年（平成13年）の八百津線廃止まで、車両交換と給油のため新可児駅 - 明智駅間を昼間に1往復のみ運行していた（八百津駅行きのみ学校前駅は通過）。この頃のレールバスによるワンマン運転は、乗車時に整理券を取り、運賃とともに運賃箱に入れる従来と同じ方式であった。
2005年（平成17年）1月28日まで存在した学校前駅は、日中の普通列車の約半数が通過していた。
2009年（平成21年）5月16日、7000系が臨時列車として久々に御嵩駅まで乗り入れ、雨の中、多くのファンが訪れた。また、7月5日と7月20日にも非公式ではあるが臨時列車として再び御嵩駅まで乗り入れている。
2011年（平成13年）5月15日に「かも1グランプリ in 御嵩」が開催されるにあたり、昼間にこの区間の列車が増発され、15分間隔で運転された。この区間の昼間の増発は平成以降はほとんど行われておらず、かなり珍しい。
2021年（令和3年）5月22日のダイヤ改正からは定期運用として、6000・6800系ワンマン非対応車に代わり、3100系・3150系・9100系が朝に御嵩駅まで乗り入れるようになった。なお、3100系と3150系は2008年（平成20年）6月の系統分離以降、年に数回代走で御嵩駅まで乗り入れたことがある。
2023年（令和5年）3月18日のダイヤ改正より、明智駅の交換設備が廃止され、新可児駅 - 御嵩駅が1閉塞となった。これにより1本の列車しか入れなくなることから朝ラッシュも毎時2本程度に減便となった。車両も検査や事故などで離脱しない限り終日入れ替わらず6000系のワンマン列車のみとなっている。同時に、御嵩行きと新可児行きの乗降口がいずれも御嵩駅方を向いて左側に統一され、この区間では右側のドアは使用されなくなった。
2024年（令和6年）3月16日のダイヤ改正より、犬山駅 - 新可児駅間もワンマン運転（先述の通り方式は異なる）になった事により、名鉄名古屋駅へは基本的に最低でも2回乗り換えが必要になった。新可児駅では基本的に中部国際空港行きの直通列車に接続していたが、改正後は犬山駅からさらに急行河和行きに乗り換える事になる。

## 駅一覧
- 停車駅は2023年3月18日からのもの。
- 普通は全駅に停車（表中省略）。

凡例
停車駅 … ●：標準停車駅 ↑：通過（矢印の方向のみ運転）
線路 … ｜：単線区間 ◇：単線区間の交換可能駅 ||：複線区間 ∨：これより下は単線
| 駅番号 | 駅名             | 駅間キロ | 営業キロ | ミュースカイ | 接続路線・備考                                                             | 線路 | 所在地        | 所在地        |
| ------ | ---------------- | -------- | -------- | ------------ | -------------------------------------------------------------------------- | ---- | ------------- | ------------- |
| IY15   | 犬山駅           | -        | 0.0      | ●            | 名古屋鉄道：IY 犬山線（一部直通あり）・KM 小牧線                           | \|\| | 愛知県 犬山市 | 愛知県 犬山市 |
| HM01   | 富岡前駅         | 1.9      | 1.9      | ↑            |                                                                            | \|\| | 愛知県 犬山市 | 愛知県 犬山市 |
| HM02   | 善師野駅         | 2.1      | 4.0      | ↑            |                                                                            | \|\| | 愛知県 犬山市 | 愛知県 犬山市 |
| HM03   | 西可児駅         | 3.7      | 7.7      | ●            |                                                                            | \|\| | 岐阜県        | 可児市        |
| HM04   | 可児川駅         | 2.0      | 9.7      | ●            |                                                                            | \|\| | 岐阜県        | 可児市        |
| HM05   | 日本ライン今渡駅 | 2.5      | 12.2     | ●            |                                                                            | \|\| | 岐阜県        | 可児市        |
| HM06   | 新可児駅         | 2.7      | 14.9     | ●            | 東海旅客鉄道：CI 太多線（可児駅: CI02） 犬山方面と御嵩方面は当駅で系統分離 | ∨    | 岐阜県        | 可児市        |
| HM07   | 明智駅           | 3.5      | 18.4     |              |                                                                            | ｜   | 岐阜県        | 可児市        |
| HM08   | 顔戸駅           | 1.6      | 20.0     |              |                                                                            | ｜   | 岐阜県        | 可児郡 御嵩町 |
| HM09   | 御嵩口駅         | 1.7      | 21.7     |              |                                                                            | ｜   | 岐阜県        | 可児郡 御嵩町 |
| HM10   | 御嵩駅           | 0.6      | 22.3     |              |                                                                            | ｜   | 岐阜県        | 可児郡 御嵩町 |

### 廃駅
廃止区間の駅は後の節を参照。
- 愛岐駅（善師野駅 - 帷子駅間） - 1969年（昭和44年）3月16日 帷子駅・春里駅と統合され西可児駅となる。
- 帷子駅（愛岐駅 - 西可児駅間） - 1969年（昭和44年）3月16日 愛岐駅・春里駅と統合され西可児駅となる。
- 春里駅（西可児駅 - 可児川駅間） - 1969年（昭和44年）3月16日 愛岐駅・帷子駅と統合され西可児駅となる。
- 前波駅（新可児駅 - 学校前駅間） - 1944年（昭和19年）休止、1969年（昭和44年）4月5日廃止
- 学校前駅（前波駅 - 明智駅間） - 2005年（平成17年）1月29日廃止

### 廃止区間
- 駅名、接続路線、所在地は廃止時点のもの。

| 駅名     | 駅間 キロ | 営業 キロ | 接続路線             | 所在地        | 所在地 |
| -------- | --------- | --------- | -------------------- | ------------- | ------ |
| 犬山口駅 | -         | 0.0       | 名古屋鉄道：犬山線   | 愛知県 丹羽郡 | 犬山町 |
| 東犬山駅 | 0.5       | 0.5       | 名古屋鉄道：大曽根線 | 愛知県 丹羽郡 | 犬山町 |
| 富岡前駅 | 1.6       | 2.1       |                      | 愛知県 丹羽郡 | 城東村 |
| 営業区間 |           |           |                      |               |        |

### 過去の接続路線
- 犬山口駅（廃止区間）：名鉄犬山線 - 1946年（昭和21年）2月28日まで
- 東犬山駅（廃止区間）：名鉄小牧線 - 1946年（昭和21年）2月28日まで
- 明智駅：名鉄八百津線  - 2001年（平成13年）10月1日廃止

## キロポストについて
前述のような歴史的経緯から、広見線では距離を示すキロポストが2つに分かれている。（矢印の方向にキロ数が増える）
1. 犬山駅→新可児駅
旧名古屋鉄道広見線として開通した区間を犬山駅起点でキロポストを打っているため。
2. 新可児駅→御嵩駅
旧東美鉄道として開通した区間を新可児駅起点でキロポストを打っているため。

## 利用状況
各駅の年間乗車人員の推移は以下の通り。愛岐駅は不詳。富岡前駅・善師野駅は1965年（昭和40年）以降、顔戸駅・御嵩口駅・御嵩駅は2013年（平成15年）まで。詳細は各駅を参照。